# Famille d'Egerton
Cette page explique l’histoire ou répertorie les différents membres de la famille Egerton.
La famille d'Egerton appartient aux familles subsistantes de la noblesse britannique.

## Historique
Sa présence est attestée dès les premières années du XIIe siècle à Malpas dans le Cheshire, et la famille compte des pairs et des baronnets dès le début du XVIIe siècle.

## Filiation
Les descendants de cette famille comprennent :
- Baronnet : Egerton, puis Grey-Egerton, retour Egerton - cr. 1617 (pour Sir Roland Egerton MP)[3]
- Baron : Egerton of Tatton - cr. 1859 (pour William Tatton Egerton MP, issu de l'hon. Thomas Egerton)[4]
- Vicomte : Brackley - cr. 1616 (pour le lord-chancelier Thomas Egerton, fils illégitime de Sir Richard Egerton)[5]
- Comte : Bridgwater - cr. 1617 (pour John Egerton, fils du 1er vicomte Brackley)[6]
  - Wilton - cr. 1801 (pour Sir Thomas Grey-Egerton, 7e baronnet et 1er baron Grey de Wilton)[7]
  - Ellesmere - cr. 1846 (pour lord Francis Leveson-Gower puis Egerton (héritier des domaines Bridgwater depuis 1833)[8]
  - Egerton of Tatton - cr. 1897 (pour Wilbraham, 2e baron Egerton of Tatton)[9]
- Marquis : Brackley et Stafford - titres subsidiaires des ducs de Bridgwater et de Sutherland respectivement
- Duc : Bridgwater - cr. 1720 (pour Scroop Egerton, 4e comte de Bridgwater)[10]
  - Sutherland - depuis 1963 (après la succession de John Egerton, 6e duc de Sutherland)[11]

### Personnalités
- Sir Philip Grey-Egerton, 10e baronnet
- Thomas Egerton, 1er vicomte Brackley
- Wilbraham Egerton, 1er comte Egerton
- Francis Egerton, 3e duc de Bridgwater
- Général Sir David Egerton, 16e baronnet

Plusieurs des Egertons sont chevaliers, MPs, militaires, évêques et administrateurs coloniales (eg. Egerton-Warburton en Australie).

### Articles connexes

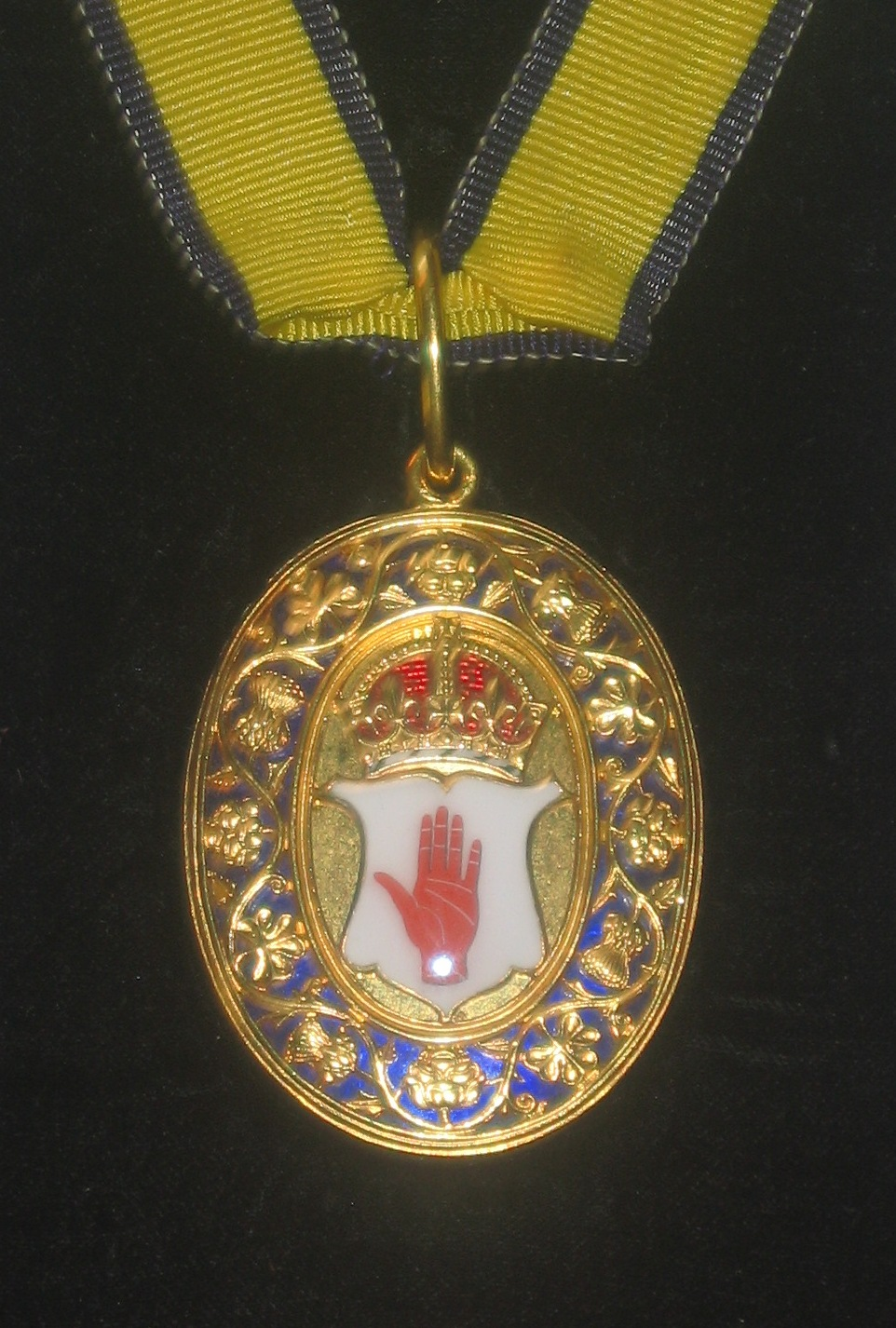
Insigne du Baronnet